# Tiago Çukur
Tiago Cukur (Ámsterdam, 30 de noviembre de 2002) es un futbolista neerlandés, nacionalizado turco, que juega en la demarcación de delantero para el Fatih Karagümrük S. K. de la Superliga de Turquía.

## Selección nacional
Tras jugar en categorías inferiores, el 8 de junio de 2022 debutó con la selección absoluta en un encuentro de la Liga de Naciones de la UEFA 2022-23 ante Lituania que ganaron por 2-0 tras los goles de Kaan Ayhan y Hakan Çalhanoğlu.

## Clubes
| Club                            | País         | Año       | Partidos | Goles |
| ------------------------------- | ------------ | --------- | -------- | ----- |
| Doncaster Rovers F. C. (cedido) | Inglaterra   | 2021-2022 | 26       | 1     |
| Fenerbahçe S. K.                | Turquía      | 2022      | 0        | 0     |
| F. C. V. Dender E. H. (cedido)  | Bélgica      | 2022-2023 | 26       | 5     |
| S. K. Beveren (cedido)          | Bélgica      | 2023-2024 | 19       | 0     |
| Ümraniyespor (cedido)           | Turquía      | 2024      | 9        | 2     |
| Roda JC Kerkrade                | Países Bajos | 2024-2025 | 32       | 6     |
| Fatih Karagümrük S. K.          | Turquía      | 2025-     |          |       |